# كريس أوكونور (مغني)
كريس أوكونور (بالإنجليزية: Chris O'Connor)‏ هو مغني أمريكي، ولد في 7 مايو 1965.

## وصلات خارجية
- كريس أوكونور على موقع ميوزك برينز (الإنجليزية)
- كريس أوكونور على موقع ديسكوغز (الإنجليزية)